# Olga Pellicer
Olga Pellicer Silva es una diplomática mexicana, ha sido embajadora de México en Austria y en Nueva York, donde se ubica la sede de Naciones Unidas, periodista y académica.
Licenciada en Relaciones Internaciones por la Universidad Nacional Autónoma de México con maestría en la materia por el Instituto de Altos Estudios Internacionales en París, Francia. Asesora de la Secretaria de Relaciones Exteriores, fue representante de México en numerosas misiones internacionales, sobre desarme, trabajo y la mujer, en esta área fue presidenta de la Comisión de la Mujer de la ONU. En desarme fue vicepresidenta de la AIEA y miembro del comité organizador de la II conferencia internacional de la entrada del Tratado de No Proliferación de Armas Atómicas.
Ha sido profesora en la UNAM, miembro del Departamento de Estudios Internacionales del ITAM, profesora del Centro de Investigación y Docencia Económicas(CIDE) y El Colegio de México. Fue directora del Instituto Matías Romero de la SRE. Es articulista de la revista Proceso.

## Obra
- México y la revolución cubana [1971][5]
- Las Naciones Unidas; crisis y recuperación [1981]
- Centroamérica : futuro y opciones [1983]
- La voz de México en la Asamblea General de la ONU [2009][6]
- Participación de México en operaciones de mantenimiento de la paz
- México y el mundo: cambios y continuidades [2006][7]
- La UE de los 25; una retrospectiva
- Tendencias en materia de paz y seguridad internacionales
- La OEA a los cincuenta años
- La Política Exterior de México; enfoques para su análisis
- Principios Constitucionales de política exterior; mito y realidad